# Sındırgı (district)
Sındırgı is een Turks district in de provincie Balıkesir en telt 42.088 inwoners (2007). Het district heeft een oppervlakte van 1395 km².
De bevolkingsontwikkeling van het district is weergegeven in onderstaande tabel.
| 1997   | 2000   | 2007   |
| ------ | ------ | ------ |
| 50.216 | 47.784 | 42.088 |